# 174801 Etscorn
174801 Etscorn è un asteroide della fascia principale. Scoperto nel 2003, presenta un'orbita caratterizzata da un semiasse maggiore pari a 2,3497512 UA e da un'eccentricità di 0,1909199, inclinata di 4,19589° rispetto all'eclittica.
L'asteroide è dedicato allo statunitense Frank Etscorn, inventore del cerotto anti-fumo e finanziatore dell'osservatorio da cui è stata compiuta la scoperta.